# Cloto

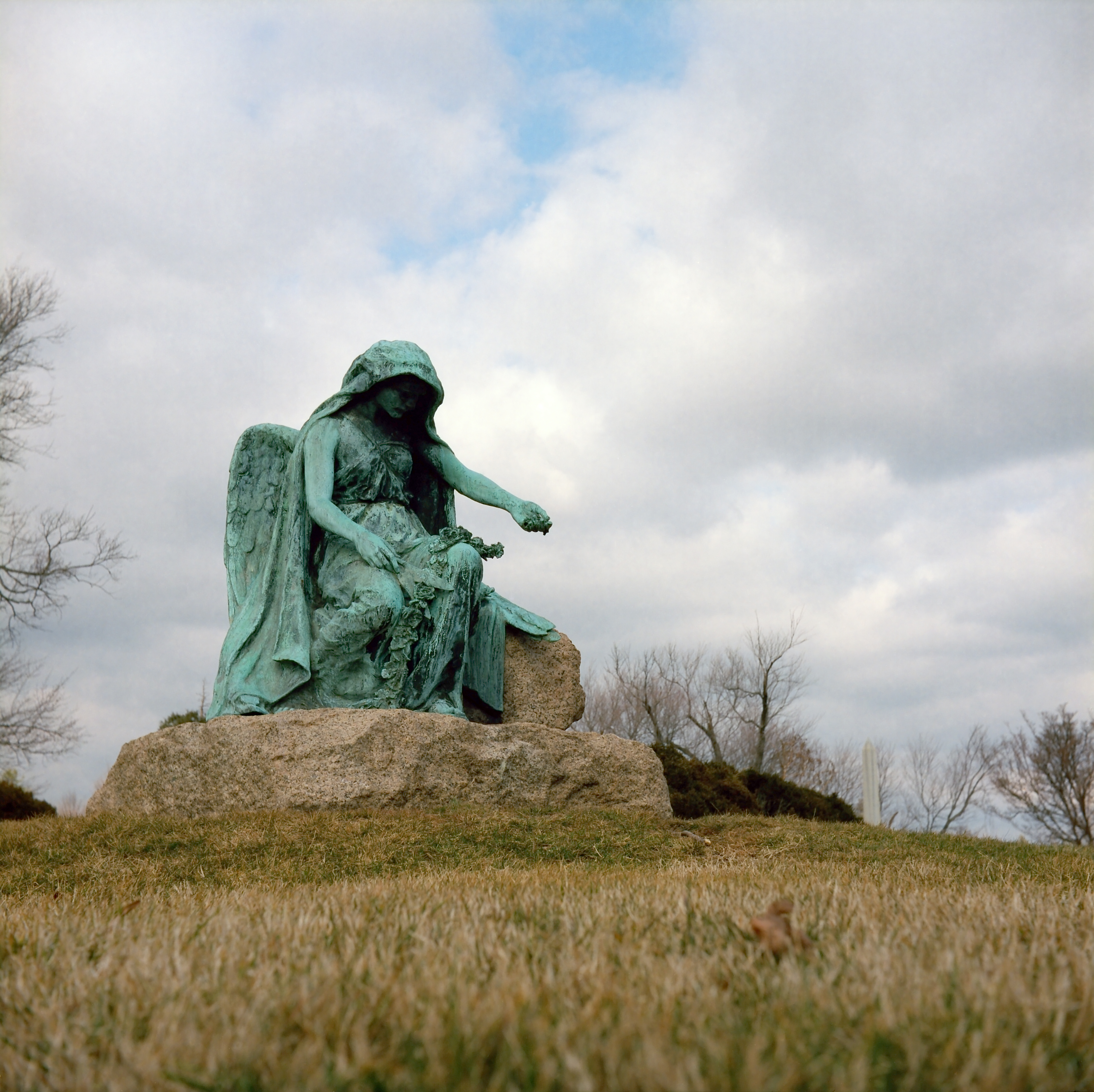
Estatua de Cloto en el cementerio de Druid Ridge de Pikesville (Estados Unidos).

En la mitología griega, Cloto (en griego Κλωθώ Klōthō, de klōthein, «hilar» o «convocadora») es una de las tres Moiras, hijas de Zeus y Temis,  que presidían el destino del hombre. En ocasiones se la consideraba, al igual que sus hermanas, hija de Nix (la Noche).  Su equivalente en la mitología romana era Nona.  De las tres Moiras, Cloto era quien hilaba las hebras de la vida con su rueca y presidía sobre los nacimientos.  Dicen que fue Atenea a quien Cloto había asignado una virginidad sin matrimonio ni hijos. Estacio dice que tiene un «corazón de acero» (inmisericorde). Píndaro dice que Cloto sumergió al infante Pélope en su caldero y le restituyó su paletilla con marfil.

## Cultura popular
- En 1893, esta moira fue representada como una anciana con los rasgos afilados y las cuencas de los ojos vacías, actualmente esta obra de Camille Claudel se encuentra en el Museo Rodin.
- En el videojuego God of War II, Cloto es un jefe. Es una criatura obesa con forma de gusano de seda, que usa sus muchos brazos para tejer los hilos de seda de la vida en la sala del telar.
- En la serie de libros de Piers Anthony, Incarnations of Immortality, Cloto es el aspecto joven de Destino. Es descrita como bastante joven, en forma y atractiva.
- En el quinto capítulo de la quinta temporada de "Legends of Tomorrow" se revela que el personaje de Charlie es en realidad Cloto, quien destruyo su telar años atrás y ahora es perseguida por sus hermanas. Es interpretada por Maisie Richardson-Sellers